# 广东华侨中学
广东华侨中学，简称华侨中学，目前拥有初中和高中两个校区，是广州市教育局直属唯一“侨”字号完全中学，也是广东省唯一以“广东”冠名的华侨中学。初中部位于中国广东省广州市越秀区广州起义路158号，高中部位于中国广东省广州市白云区金沙洲善贤路1号。其前身为四邑华侨中学，于1930年创建。1946年由台山、新会、开平、恩平等地爱国华侨集资复办，选址在当年的“台山会馆”(今广州起义路158号广东华侨中学图书馆)。1950年政府接管后更名为“广东华侨中学”。

## 校史
1930年，华侨中学前身四邑华侨中学创建，后因战乱停办。1946年，抗战胜利第二年，台山、新会、恩平等地的爱国华侨，为华侨子弟集资创办了四邑华侨中学，也就是广东华侨中学前身。1950年，人民政府接管后更名为“广东华侨中学”，隶属省教育厅直接领导，与广雅、省实、6中、执信等4所学校同列为省重点学校，最早的“广州市一级学校”之一。
1959年，由广州市教育局接管。1965年8月，迁址至沙河瘦狗岭，改校名为广州市第56中学。1973年7月，停办。1984年6月，广州市第14、15中学合并，在原址复办广东华侨中学，广州市教育局主管，广州市侨务办公室协管。
2006年5月，广东华侨中学顺利通过广东省一级学校评估。2009年5月，通过广东省普通高中教学水平评估，并获得优秀等级。2010年10月，金沙洲校区举行奠基仪式。2010年11月，通过广东省国家级示范性普通高中初级督导验收。2012年10月，通过广东省国家级示范性普通高中终期督导验收。2013年5月，被评为广州市基础教育国际交流与合作基地。

## 历任领导[6]
| 广州私立四邑华侨中学        | 董事会主席：李嘉人 校长：李元夫              | 1950—改公前                                                |
| 广东华侨中学                | 校长：伍治之                                 | 1951—1954.6                                                |
| 广东华侨中学                | 校长：古子坚                                 | 1954.7—1955.7                                              |
| 广东华侨中学                | 校长：张直心 书记：梁庄仪                    | 1955.8—1957.10 1955.8—1957.8                               |
| 广东华侨中学                | 校长：梁庄仪 书记：王植生                    | 1957.10—1958.3 1957.9—1959.8                               |
| 广东华侨中学                | 校长：祝菊芬 书记：彭汉濡 林 岗 祝菊芬（兼） | 1958.4—1968.2 1959.9—1960.3 1960.3—1963.10 1963.11—1968.10 |
| 广州市第56中学              | 革委会主任：刘振江                           | 1968.2—1968.10                                             |
| 广州市第56中学              | 革委会主任：王有余 书记：王有余（兼）        | 1972.7—1974.3 1973.4—1974.3                                |
| 1973年8月—1984年7月（停办） |                                              |                                                            |
| 广东华侨中学                | 校长：陈锦纯 书记：张锐林                    | 1984.8—1992.7 1984.8—1992.7                                |
| 广东华侨中学                | 校长：刘惠源 书记：黎爱英                    | 1992.8—1996.7 1992.8—1996.7                                |
| 广东华侨中学                | 校长：黎爱英 书记：李万宗                    | 1996.7—1999.7 1996.7—1999.7                                |
| 广东华侨中学                | 校长：李万宗                                 | 1999.7—2002.7                                              |
| 广东华侨中学                | 校长：曹 东 书记：唐三妹                     | 2002.7—2004.11 2002.7—2004.11                              |
| 广东华侨中学                | 校长：曹 东 书记：谭超美                     | 2004.12—2008.6 2004.12—2008.6                              |
| 广东华侨中学                | 校长：黄 河 书记：谭超美                     | 2008.7—2013.6 2008.7—2013.6                                |